# Subsimplicia punctilinea
Subsimplicia punctilinea là một loài bướm đêm trong họ Noctuidae.